# Smalsprickling
Smalsprickling (Glonium lineare) är en svampart som först beskrevs av Elias Fries, och fick sitt nu gällande namn av De Not. 1846. Glonium lineare ingår i släktet Glonium och familjen Hysteriaceae.   Inga underarter finns listade i Catalogue of Life.
I den svenska databasen Dyntaxa används istället namnet Psiloglonium lineare för samma taxon.  Arten är reproducerande i Sverige.